# Gymnopleurus sericeifrons
Gymnopleurus sericeifrons är en skalbaggsart som beskrevs av Leon Fairmaire 1887. Gymnopleurus sericeifrons ingår i släktet Gymnopleurus och familjen bladhorningar. Inga underarter finns listade i Catalogue of Life.

## Bildgalleri

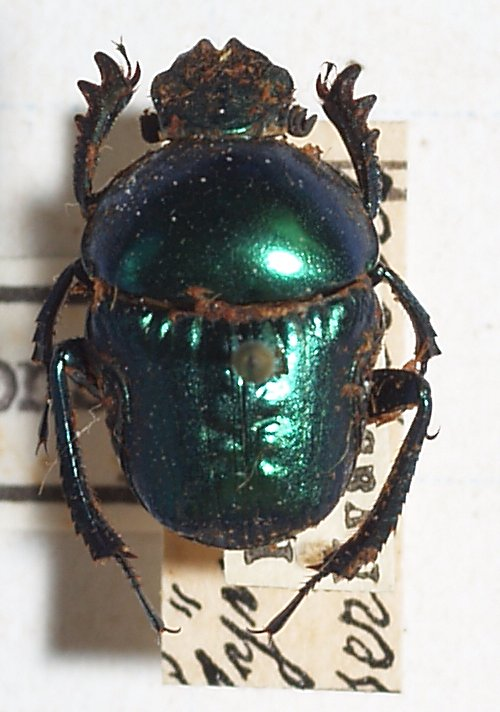